# Neobanka
Neobanka (také známá jako online banka, banka pouze přes internet, virtuální banka nebo digitální banka) je typ přímé banky, která funguje výhradně online bez tradiční sítě fyzických poboček.
Ve Spojeném království se k označení řady začínajících fintech bankovních domů, které se objevily v důsledku finanční krize v letech 2007–2009, používá termín vyzyvatelské banky (challenger banks). K jejich službám mohou klienti přistupovat prostřednictvím svých počítačů nebo mobilních zařízení.
Rozsah služeb poskytovaných neobankami není tak široký jako u jejich tradičních protějšků. Na rozdíl od zavedených bank tvoří velkou část příjmů neobank hlavně transakční poplatky, inkasované když zákazníci platí debetní kartou.

## Historie
Jako první virtuální banka se uvádí Security First Network Bank a to od 18. října 1995. V českém prostředí se za první ryze internetovou banku považuje mBank.
Výrazu neobanka se používá minimálně od roku 2016 k popisu poskytovatelů finančních služeb založených na fintech, kteří se postavili tradičním bankám. Existovaly dva hlavní typy společností, které poskytovaly služby digitálně: firmy, které požádaly o vlastní bankovní licenci, a společnosti vlastnicky propojené s tradiční bankou, specializované k poskytování těchto finančních služeb. První z nich se označovaly jako vyzyvatelské banky a ty druhé jako neobanky.

## Nejznámější neobanky
Nejznámější neobanky v Evropě jsou:
1. N26 (banka)
2. Revolut
3. Tinkoff Bank
4. Monzo
5. Chime
6. Starling Bank
7. OakNorth Bank
8. Zopa
9. Atom Bank
10. Qonto
11. Lunar
12. Adyen
13. Tide
14. Bunq
15. Viva Wallet
16. Curve
17. Juni
18. Monese